# Karol Sevilla
Karol Itzitery Piña Cisneros més coneguda sota el nom artístic de Karol Sevilla (Ciutat de Mèxic, 9 de novembre de 1999) és una actriu, cantant i intèrpret mexicana. Va ser coneguda per interpretar diversos papers a la sèrie La rosa de Guadalupe i alguns comercials de menjar.
Va interpretar el personatge de la sèrie original de Disney Channel Soy Luna.
Actualment fa els seus propis covers i cançons com: "equivocada, roast yourself, sonreir y amar, nada fue un error, besos de ceniza, boomerang, mil besos por segundo"...
També fa la seva gira "QUE SE PARE EL MUNDO TOUR" per tot el món com a solista.
Té un canal en el cual fa videos i interpreta dos personatges. A la seva mare se la coneix al canal per les seves mans i amb el nom de "Señorita Regañona".
Va decidir ser actriu per la seva avia que sempre la va animar per fer alló que li agrada.